# 排煙器

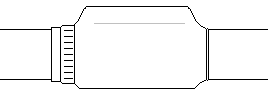
排煙器

排煙器（はいえんき、Bore evacuator、エバキュエーター）は、装甲戦闘車両の備砲の砲身に取り付けられる装置である。発砲時に発生する砲身内の有毒な燃焼ガスが再装填のために砲尾を開けた際、車両の戦闘室内に吹き戻るのを防止する働きを持つ。排煙器は巨大な口径を持つ戦車砲に広くみられる装備となっているが、自走砲の砲身に取り付けられることも多い。

## 概要
排煙器のない戦車には、車内に火薬の燃焼ガスが侵入充満し、乗員に吐き気を催させたり、戦闘に集中させにくくすることがある（Perrett 1987:29）。重量のある砲弾を連続装填し、重労働となる装填手などが硝煙を吸い込むと、ひどい場合には昏倒することもある。
このため、第二次世界大戦期や戦後しばらくの戦車では、砲塔上部にベンチレーターを装着して流入した硝煙を砲塔外に排出させていた。しかし、冷戦により米ソ間での核戦争が現実味を帯びてくると、装甲戦闘車両にも死の灰の侵入を防ぐ対NBC兵器防護能力が求められるようになったため、ベンチレーターは撤去されていった。こういった理由で、砲身内部からの硝煙流入を防ぐために排煙器が導入された。

現代の主流である砲身中部の排煙器を装備した最も早期の砲は、センチュリオンの持つロイヤル・オードナンス L7砲である。

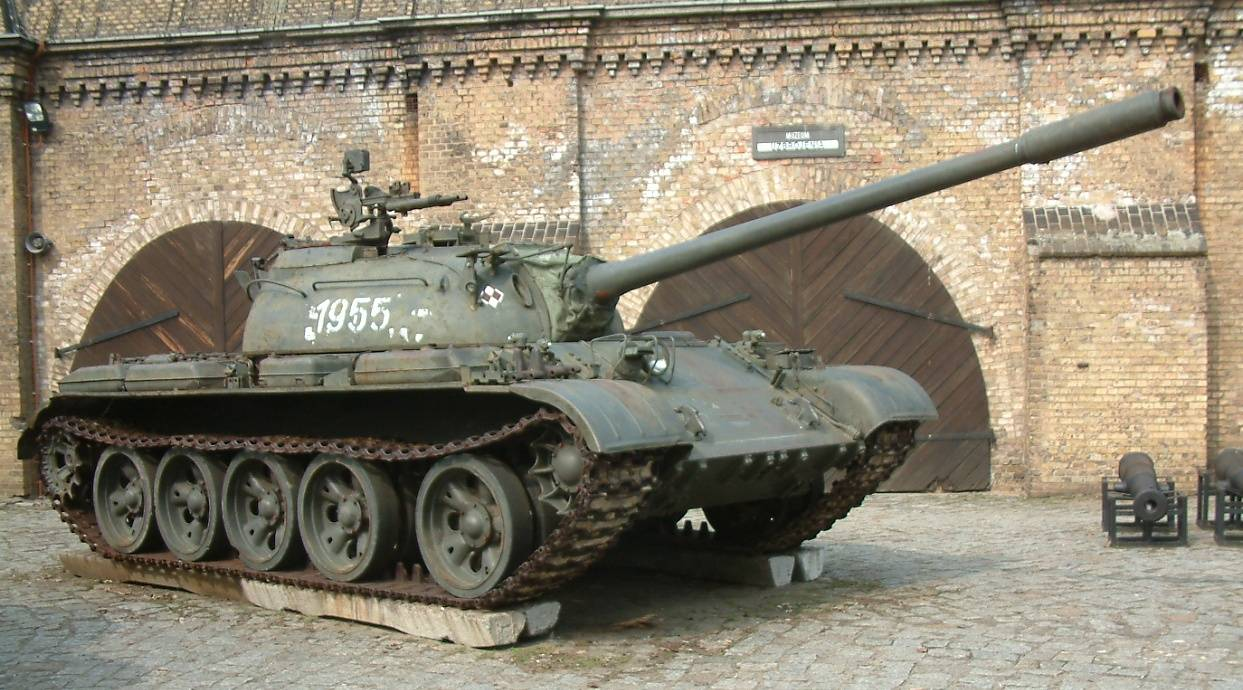
T-55戦車（T-54の改良型）。砲身先端部に排煙器があり、キューポラ前のベンチレーターカバーが無くなっている。また砲塔の右前下部に、外気取り入れ用のごく小さなスリットが追加され、車内のエアフィルターにつながっている
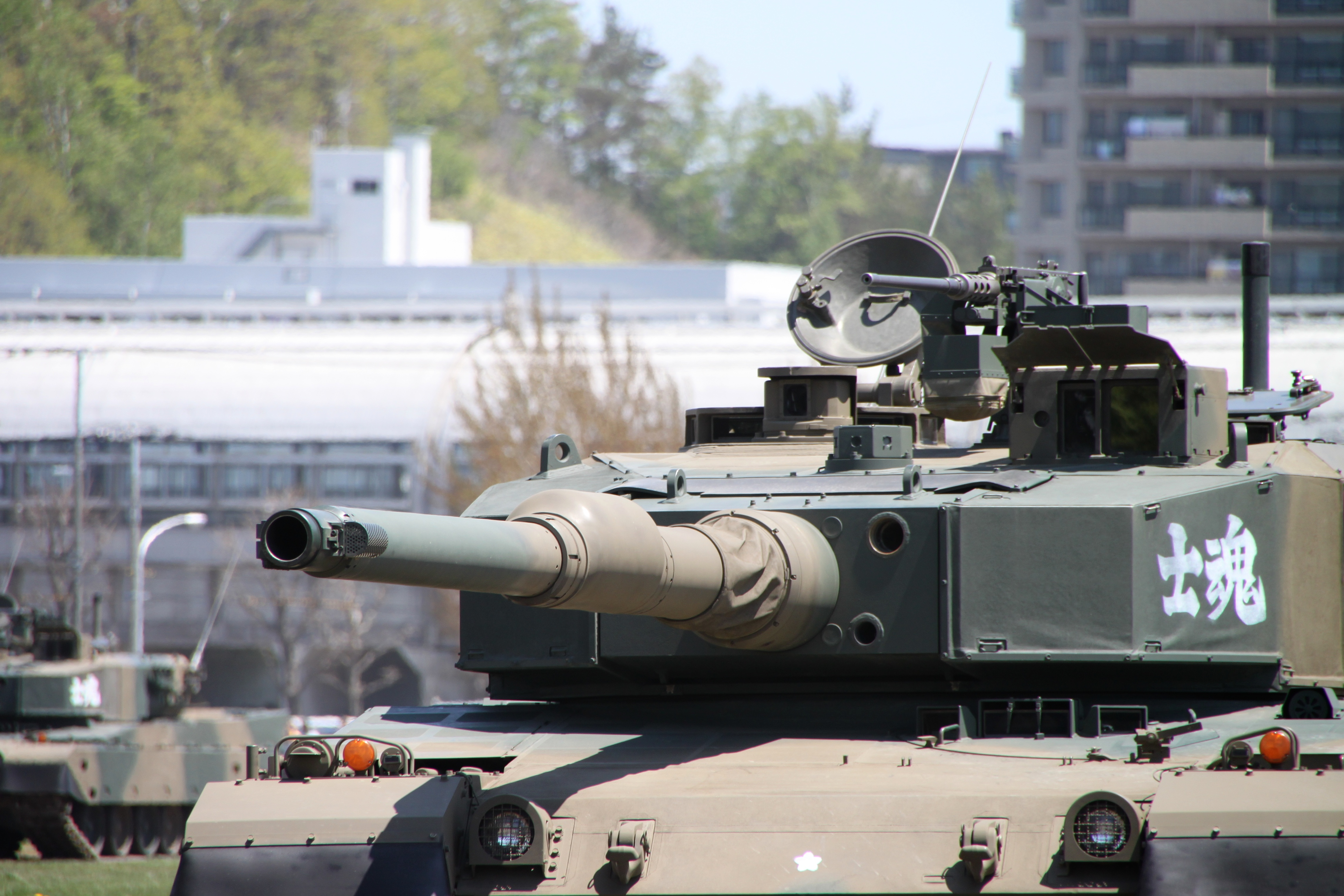
90式戦車。備砲である44口径120mm滑腔砲に排煙器が確認できる。
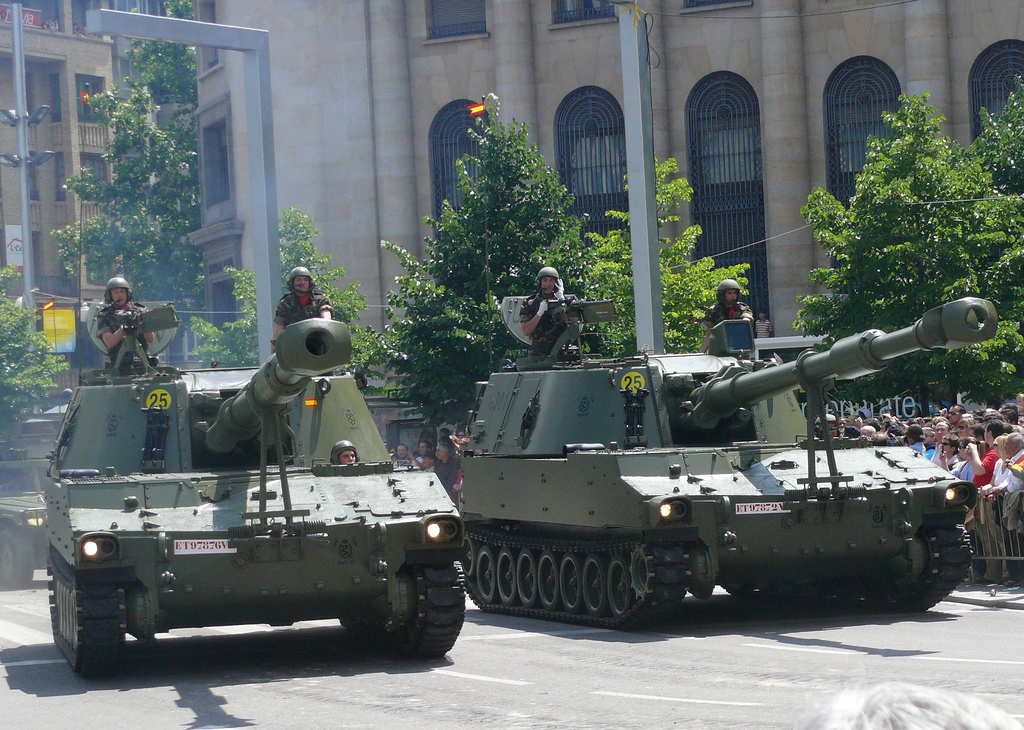
M109A5自走榴弾砲。備砲に排煙器が確認できる。
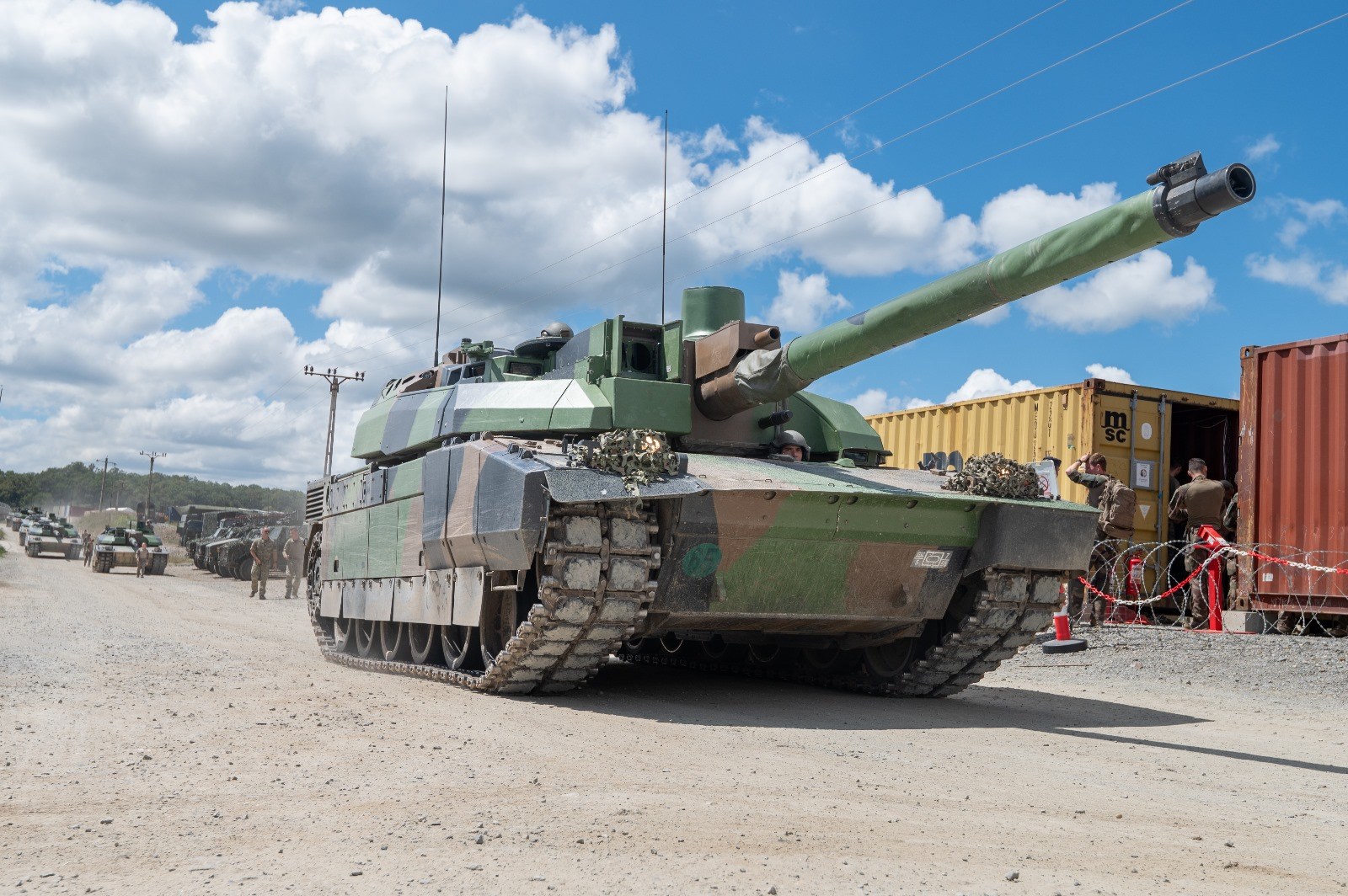
ルクレールは砲身に排煙器を備えないが独自の排煙機構を備えている

## 機構
砲身内に残留したガスは圧力を残し、砲弾が離れた砲口、または再装填のために開かれた砲尾から流れ出る。排煙器は、砲弾発砲時の高熱・高圧のガスを一時たくわえておく構造を持ち、不使用時には排煙器と砲身内腔は外気と変わらない環境下にある。
砲弾が砲身内を通過していくとき、排煙器は砲身に開けられた小穴から燃焼ガスの一部を取り込む。排煙器は砲弾が砲口を出るまでは高圧のガスを保持し、砲弾が出ていき砲身内の圧力が下がると砲身へガスを解放する。排煙は砲口へ向かい、まだかなり圧力の高いガスの流れは、砲身の中の燃焼ガスを牽引して砲口へ向かう。このとき砲尾を開いても、流れに引き込まれて車内の空気が砲口へ向かって牽引されていく。もし、排煙器が貧弱な設計やメンテナンス不足、破損を起こしていなければ、排煙器は砲塔に不完全燃焼のガスが吹き戻り、酸素に混じって燃え上がったり、乗員がガス中毒に陥る可能性を減らすことができる。